# Bassignac
Bassignac é uma comuna francesa na região administrativa de Auvérnia-Ródano-Alpes, no departamento de Cantal. Estende-se por uma área de 12,24 km². Em 2010 a comuna tinha 239 habitantes (densidade: 19,5 hab./km²).